# 公郷町
公郷町（くごうちょう）は、神奈川県横須賀市の地名。現行行政地名は公郷町一丁目から公郷町六丁目。住居表示は未実施。

## 地理
横須賀市の中央部にある衣笠地区に属し、北東に三春町、東に根岸町、南東に森崎、南に小矢部、西に衣笠栄町、北西に佐野町、北に富士見町と接している。

### 河川
- 平作川

### 地価
住宅地の地価は、2023年（令和5年）1月1日の公示地価によれば、公郷町6丁目20番51の地点で11万2000円/m2となっている。

## 世帯数と人口
2023年（令和5年）4月1日現在（横須賀市発表）の世帯数と人口は以下の通りである。
| 丁目         | 世帯数    | 人口    |
| ------------ | --------- | ------- |
| 公郷町一丁目 | 578世帯   | 1,122人 |
| 公郷町二丁目 | 853世帯   | 1,574人 |
| 公郷町三丁目 | 838世帯   | 1,662人 |
| 公郷町四丁目 | 417世帯   | 858人   |
| 公郷町五丁目 | 824世帯   | 1,947人 |
| 公郷町六丁目 | 700世帯   | 1,434人 |
| 計           | 4,210世帯 | 8,597人 |

### 人口の変遷
国勢調査による人口の推移。
| 年                 | 人口  |
| ------------------ | ----- |
| 1995年（平成7年）  | 9,977 |
| 2000年（平成12年） | 9,458 |
| 2005年（平成17年） | 8,800 |
| 2010年（平成22年） | 8,536 |
| 2015年（平成27年） | 8,514 |
| 2020年（令和2年）  | 8,461 |

### 世帯数の変遷
国勢調査による世帯数の推移。
| 年                 | 世帯数 |
| ------------------ | ------ |
| 1995年（平成7年）  | 3,554  |
| 2000年（平成12年） | 3,602  |
| 2005年（平成17年） | 3,533  |
| 2010年（平成22年） | 3,620  |
| 2015年（平成27年） | 3,720  |
| 2020年（令和2年）  | 3,743  |

## 学区
市立小・中学校に通う場合、学区は以下の通りとなる（2022年3月時点）。
- 丁目、番・番地等 : 一丁目〜六丁目、各全域
  - 小学校 : 横須賀市立公郷小学校
  - 中学校 : 横須賀市立公郷中学校

## 事業所
2021年（令和3年）現在の経済センサス調査による事業所数と従業員数は以下の通りである。
| 丁目         | 事業所数  | 従業員数 |
| ------------ | --------- | -------- |
| 公郷町一丁目 | 67事業所  | 555人    |
| 公郷町二丁目 | 56事業所  | 274人    |
| 公郷町三丁目 | 31事業所  | 369人    |
| 公郷町四丁目 | 16事業所  | 221人    |
| 公郷町五丁目 | 28事業所  | 140人    |
| 公郷町六丁目 | 14事業所  | 115人    |
| 計           | 212事業所 | 1,674人  |

### 事業者数の変遷
経済センサスによる事業所数の推移。
| 年                 | 事業者数 |
| ------------------ | -------- |
| 2016年（平成28年） | 239      |
| 2021年（令和3年）  | 212      |

### 従業員数の変遷
経済センサスによる従業員数の推移。
| 年                 | 従業員数 |
| ------------------ | -------- |
| 2016年（平成28年） | 1,461    |
| 2021年（令和3年）  | 1,674    |

## 交通
- 神奈川県道26号横須賀三崎線
- 神奈川県道27号横須賀葉山線

## 施設
- 神奈川県立横須賀高等学校
- 神奈川県立横須賀工業高等学校
- 横須賀市立公郷中学校
- 横須賀市立公郷小学校
- 横須賀警察署 公郷町交番
- 横須賀公郷郵便局[15]
- 妙真寺
- 曹源寺

## その他

### 日本郵便
- 郵便番号 : 238-0022[2]（集配局 : 横須賀郵便局[16]）。